# Alberdi Viejo
Colonia Alberdi es una localidad del partido de Leandro N. Alem, provincia de Buenos Aires, Argentina.

## Población
Cuenta con 318 habitantes (Indec, 2010), lo que representa un descenso del 5% frente a los 336 habitantes (Indec, 2001) del censo anterior.
| Gráfica de evolución demográfica de Alberdi Viejo entre 1991 y 2010 |
|                                                                     |
| Fuente: Censos nacionales del INDEC                                 |